# Chlorure de pentaamine(diazote)ruthénium(II)
Le chlorure de pentaamine(diazote)ruthénium(II) est un complexe de formule chimique [Ru(NH3)5(N2)]Cl2. Il se présente sous la forme d'un solide blanchâtre dont les solutions sont jaunes. Il a un intérêt historique comme premier complexe de diazote lié à un atome métallique. [Ru(NH3)5(N2)]2+,. [Ru(NH3)5(N2)]2+ adopte une géométrie moléculaire octaédrique de symétrie C4v.
Le chlorure de pentaamine(diazote)ruthénium(II) est produit en solution aqueuse à partir de chlorure de pentaaminechlororuthénium(III) [Ru(NH3)5Cl]Cl2, d'azoture de sodium NaN3 et d'acide méthylsulfonique CH3SO3H :
[Ru(NH3)5Cl]Cl2 + NaN3 ⟶ [Ru(NH3)5N2]Cl2 + ...
S'il doit être formé in situ, il peut être obtenu plus simplement à partir de chlorure de ruthénium(III) RuCl3 et d'hydrate d'hydrazine N2H4·H2O :
RuCl3 + 4 N2H4 ⟶ [Ru(NH3)5N2]2+ + ...
Ce complexe de diazote est stable en solution aqueuse et a un taux d'échange de ligand relativement faible avec l'eau. Comme il s'agit d'un complexe d6, la liaison Ru–N est stabilisée par rétrocoordination π, cession d'électrons d'orbitale d aux orbitales π* antiliantes.
Le ligand diazote n'est pas réduit par le borohydrure de sodium NaBH4 en solution aqueuse. Presque toutes les réactions connues pour ce composé sont des réactions de déplacement. Les halogénures de pentaamine(halogène)ruthénium(II) peuvent être produits en traitant le [Ru(NH3)5N2]2+ avec des sources d'halogénures :
[Ru(NH3)5N2]2+ + X− ⟶ [Ru(NH3)5X]+ + N2.
Le [Ru(NH3)5N2]2+ forme également le complexe symétrique [(NH3)5Ru–NN–Ru(NH3)5]4+,.